# Тавдинская лошадь
Та́вдинская ло́шадь — местная порода лошадей, единственная на Урале и в Зауралье. Порода лошадей лесного типа, которую разводили в бассейне реки Тавды и Туры, в Свердловской и Тюменской областях. Густой кроющий волос, длинные грива и хвост и щетки хорошо защищали этих лошадей зимой от сильных морозов, а летом от нападения гнуса. Тавдинскую породу с успехом использовали на транспортных работах.

## Характеристики породы
Небольшая, довольно красивая, энергичная лошадь, сухого склада. с мощной грудью, укороченным широким крупом, развитой мускулатурой, на невысоких крепких ногах. Короткостью ног объясняется мелкость рыси. Масть преобладала саврасая с оттенком буланой, или буланая, реже — мышастая, бурая, гнедая, рыжая. Отличали её неприхотливость к корму (лесное и болотное сено), хорошая переносимость продолжительной морозной зимы, неутомимая работоспособность.

## История породы
Подлинно аборигенная, тавдинская порода создавалась как естественным отбором, так и трудом многих поколений местного населения — манси, сибирских татар, русских — в исключительно суровом природном окружении, без улучшения кровей культурными породами, в тяжёлых условиях содержания, кормления и использования.
Впервые «звезда» тавдинки вспыхнула в 1923, когда в «целях показа типичных местных лошадей, их выносливости и работоспособности», на Всесоюзной сельскохозяйственной выставке в Москве была экспонирована пара тавдинских лошадей — кобыл под кличками «Тавда» и «Тура».

## Использование породы
Тавдинскую породу с успехом использовали на транспортных работах.